# Elsa de' Giorgi
Elsa De Giorgi, född 26 december 1914 i Pesaro, död 12 september 1997 i Rom, var en italiensk skådespelare.

## Filmografi (urval)
- Salò, eller Sodoms 120 dagar